# Otto Georg Thierack

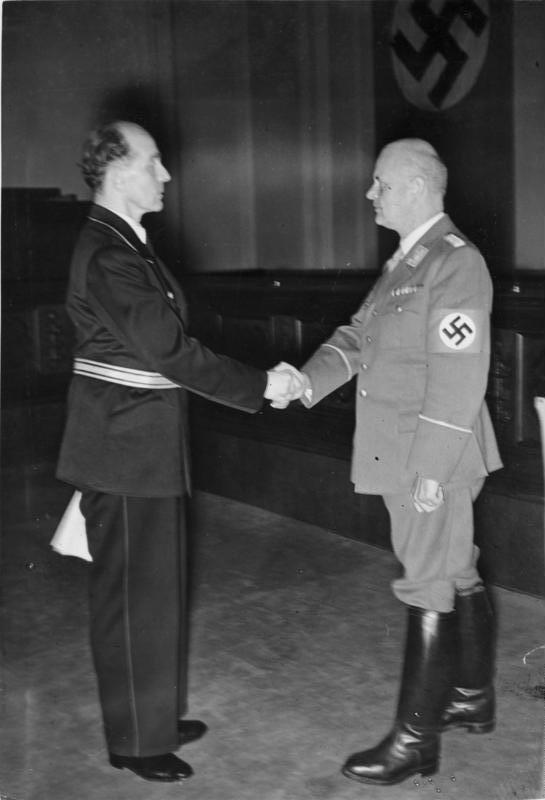
Otto Thierack (direita) com o juiz Roland Freisler no fim de agosto de 1942

Otto Georg Thierack (19 de abril de 1889 — 22 de novembro de 1946) foi um jurista e político alemão, membro do Partido Nazista.